# Przeboje na „Trójkę”
Przeboje na „Trójkę” – album kompilacyjny różnych wykonawców wydany w 1987 roku. Nagrania zrealizowano w latach 1985–1986 dla Programu III Polskiego Radia.

## Lista utworów
1. Voo Voo – „Bukiet myśli”
2. Woo Boo Doo – „A jemu nic”
3. Gedeon Jerubbaal – „Płonące lustra”
4. Madame – „Gdyby nie szerszenie”
5. Woo Boo Doo – „Ja mam fijoła”
6. Voo Voo – „Nie pytaj”
7. Dżem – „Naiwne pytania”
8. Made in Poland – „Ucieczka”
9. Gedeon Jerubbaal – „Wewnętrzne światło”